# Giải vô địch bóng đá các câu lạc bộ ASEAN 2025–26
Giải vô địch bóng đá các câu lạc bộ ASEAN 2025–26 (tiếng Anh: 2025–26 ASEAN Club Championship), còn được gọi là Shopee Cup 2025–26 vì lý do tài trợ, là mùa giải thứ tư của Giải vô địch bóng đá các câu lạc bộ ASEAN, giải đấu bóng đá quốc tế dành cho các câu lạc bộ vô địch trong nước đến từ các hiệp hội thành viên thuộc Liên đoàn bóng đá ASEAN (AFF). Giải đấu diễn ra từ ngày 8 tháng 8 năm 2025 đến ngày 27 tháng 5 năm 2026 với 12 đội bóng tham dự (ban đầu là 14 đội nhưng hai đội bóng từ Indonesia đã rút lui khỏi giải đấu). 
Buriram United là đương kim vô địch. 

## Phân bổ đội của các hiệp hội
Các câu lạc bộ đến từ tất cả 12 hiệp hội thành viên của Liên đoàn bóng đá ASEAN (AFF) đều có quyền tham dự giải đấu. Theo quyết định của Ban thi đấu AFF vào tháng 5 năm 2025, năm quốc gia (Thái Lan, Malaysia, Việt Nam, Singapore và Indonesia) được trao hai suất tham dự cho mỗi nước, Campuchia được trao một suất tham dự và bốn quốc gia khác (Philippines, Myanmar, Lào và Brunei) có một suất tham dự vòng play-off. Ngoài ra, Buriram United cũng được trao một suất tham dự với tư cách là đội đương kim vô địch của giải đấu. Úc và Đông Timor không có bất kỳ đại diện nào.
Ngay trước khi buổi lễ bốc thăm bắt đầu, Indonesia đã bị rút toàn bộ suất tham dự giải đấu. Hai câu lạc bộ Persib Bandung và Dewa United Banten, với tư cách là đội vô địch và á quân của Liga 1 2024–25, đã được AFF gửi lời mời tham dự Shopee Cup lần này; nhưng Liga Indonesia Baru (LIB) lại muốn cử hai đội đứng thứ ba và thứ tư là Malut United và Persebaya tham dự vì lo ngại lịch thi đấu dày đặc khiến các đội bóng của họ không có đủ lực lượng để tham dự ba giải đấu cùng một lúc. Đề xuất này sau đó đã bị AFF bác bỏ. Việt Nam trước đó cũng được cho là sẽ chọn đội á quân và đội hang ba của V.League 1 tham dự giải Đông Nam Á, thay cho đội vô địch V.League và đội vô địch Cúp Quốc gia tham dự giải châu lục; tuy nhiên việc này không được thực hiện.
| Tham dự Giải vô địch các câu lạc bộ ASEAN 2025–26 | Tham dự Giải vô địch các câu lạc bộ ASEAN 2025–26 |
| ------------------------------------------------- | ------------------------------------------------- |
|                                                   | Tham gia                                          |
|                                                   | Không tham gia                                    |

| Hiệp hội    | Vòng bảng  | Play-off |
| ----------- | ---------- | -------- |
| Thái Lan    | 2 (+1 ACC) | —        |
| Malaysia    | 2          | —        |
| Việt Nam    | 2          | —        |
| Singapore   | 2          | —        |
| Indonesia   | 2          | —        |
| Campuchia   | 1          | —        |
| Brunei      | —          | 1        |
| Lào         | —          | 1        |
| Myanmar     | —          | 1        |
| Philippines | —          | 1        |
| Úc          | —          | —        |
| Đông Timor  | —          | —        |
| Tổng cộng   | 10         | 4        |
| Tổng cộng   | 14         |          |

## Các đội bóng
| Đội                         | Tư cách tham dự                                                                                   | Lần tham dự (Lần cuối) |
| --------------------------- | ------------------------------------------------------------------------------------------------- | ---------------------- |
| Buriram United              | Đương kim vô địch Giải vô địch bóng đá các câu lạc bộ ASEAN 2024–25 Vô địch Thai League 1 2024–25 | 2 (2024–25)            |
| Bangkok United              | Á quân Thai League 1 2024–25                                                                      | 1                      |
| BG Pathum United            | Hạng ba Thai League 1 2024–25                                                                     | 2 (2024–25)            |
| Nam Định                    | Vô địch V.League 1 2024–25                                                                        | 1                      |
| Công an Hà Nội              | Vô địch Giải bóng đá Cúp Quốc gia 2024–25                                                         | 2 (2024–25)            |
| Johor Darul Ta'zim          | Vô địch Malaysia Super League 2024–25                                                             | 1                      |
| Selangor                    | Á quân Malaysia Super League 2024–25                                                              | 1                      |
| Lion City Sailors           | Vô địch Giải bóng đá Ngoại hạng Singapore 2024–25                                                 | 2 (2024–25)            |
| Tampines Rovers             | Á quân Giải bóng đá Ngoại hạng Singapore 2024–25                                                  | 2 (2005)               |
| Preah Khan Reach Svay Rieng | Vô địch Giải bóng đá Ngoại hạng Campuchia 2024–25                                                 | 2 (2024–25)            |

| Đội               | Tư cách tham dự                                            | Lần tham dự (Lần cuối) |  |
| Dynamic Herb Cebu | Vô địch Vòng chung kết Philippines Football League 2024–25 | 1                      |  |
| Shan United       | Vô địch Giải bóng đá Vô địch Quốc gia Myanmar 2024–25      | 2 (2024–25)            |  |
| Ezra              | Vô địch Lao League 1 2024–25                               | 1                      |  |
| Kasuka            | Vô địch Brunei Super League 2024–25                        | 2 (2024–25)            |  |

| Đội                | Tư cách tham dự        |
| ------------------ | ---------------------- |
| Persib Bandung     | Vô địch Liga 1 2024–25 |
| Dewa United Banten | Á quân Liga 1 2024–25  |

## Bốc thăm
Lễ bốc thăm Giải vô địch bóng đá các câu lạc bộ ASEAN 2025–26 diễn ra vào lúc 13:00 (UTC+7) ngày 4 tháng 7 năm 2025 tại Băng Cốc, Thái Lan. 12 câu lạc bộ được chia thành hai bảng sáu đội, với hạt giống của các đội được dựa trên số lượng câu lạc bộ được phân bổ cho các quốc gia và thứ hạng trên bảng xếp hạng giải đấu cấp câu lạc bộ của AFC. Các câu lạc bộ thuộc cùng một quốc gia sẽ không nằm chung bảng đấu; ngoại trừ Thái Lan do có ba đại điện tham dự và nhà đương kim vô địch Buriram United tự động được xếp ở vị trí A1.

## Lịch thi đấu
Dưới đây là lịch thi đấu của giải đấu. Theo thể thức được phê duyệt ban đầu, sẽ có một vòng tứ kết hoàn toàn mới dành cho bốn đội dẫn đầu từ mỗi bảng đấu; tuy nhiên sau sự rút lui của các đội bóng Indonesia dẫn đến việc giải đấu chính chỉ còn lại 12 đội, AFF quyết định áp dụng lại thể thức của mùa giải trước, với chỉ hai đội bóng đứng đầu mỗi bảng giành quyền vào bán kết.
| Giai đoạn               | Vòng       | Lượt đi                              | Lượt về                              |
| ----------------------- | ---------- | ------------------------------------ | ------------------------------------ |
| Vòng loại               | Play-off   | 8 tháng 8 năm 2025                   | 15 tháng 8 năm 2025                  |
| Vòng bảng               | Lượt đấu 1 | 20–21 tháng 8 & 17 tháng 12 năm 2025 | 20–21 tháng 8 & 17 tháng 12 năm 2025 |
| Vòng bảng               | Lượt đấu 2 | 24–25 tháng 9 & 17 tháng 12 năm 2025 | 24–25 tháng 9 & 17 tháng 12 năm 2025 |
| Vòng bảng               | Lượt đấu 3 | 3–4 tháng 12 năm 2025                | 3–4 tháng 12 năm 2025                |
| Vòng bảng               | Lượt đấu 4 | 28–29 tháng 1 năm 2026               | 28–29 tháng 1 năm 2026               |
| Vòng bảng               | Lượt đấu 5 | 4–5 tháng 2 năm 2026                 | 4–5 tháng 2 năm 2026                 |
| Vòng đấu loại trực tiếp | Bán kết    | 6 tháng 5 năm 2026                   | 13 tháng 5 năm 2026                  |
| Vòng đấu loại trực tiếp | Chung kết  | 20 tháng 5 năm 2026                  | 27 tháng 5 năm 2026                  |

## Vòng play-off
Bốn câu lạc bộ từ bốn hiệp hội thành viên sẽ thi đấu để tranh hai suất cuối cùng tham dự giải đấu.
| Đội 1  | TTS | Đội 2             | Lượt đi | Lượt về |
| ------ | --- | ----------------- | ------- | ------- |
| Kasuka | 2–4 | Dynamic Herb Cebu | 2–1     | 0–3     |
| Ezra   | 1–3 | Shan United       | 1–2     | 0–1     |

## Vòng bảng
Mười hai câu lạc bộ được chia thành hai bảng, thi đấu theo thể thức vòng tròn một lượt trên sân nhà và sân khách. Hai đội đứng đầu mỗi bảng lọt vào vòng bán kết.
Các tiêu chí
Các đội được xếp hạng theo điểm (3 điểm cho một trận thắng, 1 điểm cho một trận hòa, 0 điểm cho một trận thua), và nếu bằng điểm, các tiêu chí sau đây sẽ được áp dụng theo thứ tự để xác định thứ hạng:
1. Số điểm đối đầu trực tiếp giữa các đội có liên quan;
2. Hiệu số đối đầu trực tiếp giữa các đội có liên quan;
3. Số bàn thắng ghi được trong các trận đối đầu trực tiếp giữa các đội có liên quan;
4. Nếu có nhiều hơn hai đội bằng điểm, và sau khi đã áp dụng các tiêu chí đối đầu ở trên, vẫn còn hai hay nhiều đội có thứ hạng ngang nhau, tất cả các tiêu chí trên được áp dụng lại cho riêng các đội này;
5. Hiệu số bàn thắng thua trong tất cả các trận đấu bảng;
6. Số bàn thắng ghi được trong tất cả các trận đấu bảng;
7. Sút luân lưu nếu hai đội liên quan gặp nhau trong trận cuối cùng của bảng;
8. Điểm thẻ phạt (thẻ vàng = –1 điểm, thẻ đỏ gián tiếp (2 thẻ vàng) = –3 điểm, thẻ đỏ trực tiếp = –3 điểm, thẻ vàng và thẻ đỏ trực tiếp = –4 điểm);
9. Bốc thăm.

### Bảng A
| VT | Đội               | ST | T | H | B | BT | BB | HS | Đ | Giành quyền tham dự     |        | BGT   | BGP   | BRU    | SEL    | CAH    | DHC    |
| -- | ----------------- | -- | - | - | - | -- | -- | -- | - | ----------------------- | ------ | ----- | ----- | ------ | ------ | ------ | ------ |
| 1  | Tampines Rovers   | 1  | 1 | 0 | 0 | 3  | 1  | +2 | 3 | Vòng đấu loại trực tiếp |        | —     | 3 Dec | 28 Jan | —      | —      | —      |
| 2  | BG Pathum United  | 1  | 1 | 0 | 0 | 2  | 1  | +1 | 3 | Vòng đấu loại trực tiếp |        | —     | —     | 24 Sep | —      | 20 Aug | 28 Jan |
| 3  | Buriram United    | 1  | 0 | 1 | 0 | 1  | 1  | 0  | 1 |                         |        | —     | —     | —      | 20 Aug | 3 Dec  | 4 Feb  |
| 4  | Selangor          | 1  | 0 | 1 | 0 | 1  | 1  | 0  | 1 |                         | 24 Sep | 4 Feb | —     | —      | 28 Jan | —      |        |
| 5  | Công an Hà Nội    | 1  | 0 | 0 | 1 | 1  | 2  | −1 | 0 |                         | 4 Feb  | —     | —     | —      | —      | 24 Sep |        |
| 6  | Dynamic Herb Cebu | 1  | 0 | 0 | 1 | 1  | 3  | −2 | 0 |                         | 20 Aug | —     | —     | 3 Dec  | —      | —      |        |

| Buriram United    | 1–1      | Selangor     |
| ----------------- | -------- | ------------ |
| Peter Žulj 90+6'' | Chi tiết | Chrigor 38'' |

| BG Pathum United     | 2–1      | Công an Hà Nội |
| -------------------- | -------- | -------------- |
| Chanathip 58',90+7'' | Chi tiết | Alan 20''      |

| Dynamic Herb Cebu | 1–3      | Tampines Rovers                                           |
| ----------------- | -------- | --------------------------------------------------------- |
| Abou Sy 22''      | Chi tiết | Hide Higashikawa 2'' Dylan Fox 19'' Trent Buhagiar 90+8'' |

| BG Pathum United | v | Buriram United |
| ---------------- | - | -------------- |
|                  |   |                |

| Công an Hà Nội | v | Dynamic Herb Cebu |
| -------------- | - | ----------------- |
|                |   |                   |

| Selangor | v | Tampines Rovers |
| -------- | - | --------------- |
|          |   |                 |

| Buriram United | v | Công an Hà Nội |
| -------------- | - | -------------- |
|                |   |                |

| Tampines Rovers | v | BG Pathum United |
| --------------- | - | ---------------- |
|                 |   |                  |

| Dynamic Herb Cebu | v | Selangor |
| ----------------- | - | -------- |
|                   |   |          |

| Tampines Rovers | v | Buriram United |
| --------------- | - | -------------- |
|                 |   |                |

| BG Pathum United | v | Dynamic Herb Cebu |
| ---------------- | - | ----------------- |
|                  |   |                   |

| Selangor | v | Công an Hà Nội |
| -------- | - | -------------- |
|          |   |                |

| Buriram United | v | Dynamic Herb Cebu |
| -------------- | - | ----------------- |
|                |   |                   |

| Selangor | v | BG Pathum United |
| -------- | - | ---------------- |
|          |   |                  |

| Công an Hà Nội | v | Tampines Rovers |
| -------------- | - | --------------- |
|                |   |                 |

### Bảng B
| VT | Đội                         | ST | T | H | B | BT | BB | HS | Đ | Giành quyền tham dự     |        | BKU    | JDT   | NDI    | LCS    | PKR    | SUN    |
| -- | --------------------------- | -- | - | - | - | -- | -- | -- | - | ----------------------- | ------ | ------ | ----- | ------ | ------ | ------ | ------ |
| 1  | Bangkok United              | 0  | 0 | 0 | 0 | 0  | 0  | 0  | 0 | Vòng đấu loại trực tiếp |        | —      | —     | 17 Dec | 4 Dec  | —      | 5 Feb  |
| 2  | Johor Darul Ta'zim          | 0  | 0 | 0 | 0 | 0  | 0  | 0  | 0 | Vòng đấu loại trực tiếp |        | 25 Sep | —     | —      | 21 Aug | —      | 29 Jan |
| 3  | Nam Định                    | 0  | 0 | 0 | 0 | 0  | 0  | 0  | 0 |                         |        | —      | 5 Feb | —      | 29 Jan | 25 Sep | —      |
| 4  | Lion City Sailors           | 0  | 0 | 0 | 0 | 0  | 0  | 0  | 0 |                         | —      | —      | —     | —      | 5 Feb  | 17 Dec |        |
| 5  | Preah Khan Reach Svay Rieng | 0  | 0 | 0 | 0 | 0  | 0  | 0  | 0 |                         | 29 Jan | 4 Dec  | —     | —      | —      | —      |        |
| 6  | Shan United                 | 0  | 0 | 0 | 0 | 0  | 0  | 0  | 0 |                         | —      | —      | 4 Dec | —      | 21 Aug | —      |        |

| Johor Darul Ta'zim | v | Lion City Sailors |
| ------------------ | - | ----------------- |
|                    |   |                   |

| Shan United | v | PKR Svay Rieng |
| ----------- | - | -------------- |
|             |   |                |

| Johor Darul Ta'zim | v | Bangkok United |
| ------------------ | - | -------------- |
|                    |   |                |

| Nam Định | v | PKR Svay Rieng |
| -------- | - | -------------- |
|          |   |                |

| Bangkok United | v | Lion City Sailors |
| -------------- | - | ----------------- |
|                |   |                   |

| PKR Svay Rieng | v | Johor Darul Ta'zim |
| -------------- | - | ------------------ |
|                |   |                    |

| Shan United | v | Nam Định |
| ----------- | - | -------- |
|             |   |          |

| Bangkok United | v | Nam Định |
| -------------- | - | -------- |
|                |   |          |

| Lion City Sailors | v | Shan United |
| ----------------- | - | ----------- |
|                   |   |             |

| PKR Svay Rieng | v | Bangkok United |
| -------------- | - | -------------- |
|                |   |                |

| Johor Darul Ta'zim | v | Shan United |
| ------------------ | - | ----------- |
|                    |   |             |

| Nam Định | v | Lion City Sailors |
| -------- | - | ----------------- |
|          |   |                   |

| Bangkok United | v | Shan United |
| -------------- | - | ----------- |
|                |   |             |

| Nam Định | v | Johor Darul Ta'zim |
| -------- | - | ------------------ |
|          |   |                    |

| Lion City Sailors | v | PKR Svay Rieng |
| ----------------- | - | -------------- |
|                   |   |                |